# 八布河
八布河，為紅河支流瀘江的支流沔江上游中國境內河段名稱。該河發源於雲南省文山壯族苗族自治州西疇縣董馬鄉，向西南流經法斗鄉後，轉向東流入麻栗坡縣八布鄉，於達干附近流入越南河江省，改名沔江。隨後轉向南流，於河江市注入瀘江。